# Najla Mangoush
Najla Mangoush, född 7 juli 1970, är en libysk politiker. Hon är sedan 2021 Libyens utrikesminister. Hon är den första kvinnan på denna position i landet och den femte kvinnan på motsvarande post i Arabvärlden. Mangoush ledde det nationella övergångsrådets enhet för offentligt engagemang under Libyens revolution 2011.

## Karriär
Najla Mangoush utbildade sig till advokat vid Benghazi University (dåvarande Garyounis University). Senare arbetade hon vid samma universitet som biträdande professor i juridik. Genom Fulbrightprogrammet fick hon ett stipendium för vidare studier i USA. Hon avlade där en examen vid Center for Justice and Peace Building vid Eastern Mennonite University i Virginia. Hon avlade senare en doktorsexamen, Ph.D., i konfliktanalys och lösning vid George Mason University. Hon benämns av US Department of State som en konfliktlösningsexpert och har bland annat haft rollen som Libyens landsrepresentant för U.S.A. Institute of Peace och som programansvarig för fredsbyggande lagar vid Center for World Religions, Diplomacy and Conflict Resolution i Arlington, Virginia.

### Utrikesminister
Den 15 mars 2021 utsågs Mangoush till Libyens första kvinnliga utrikesminister av Abdelhamid Dbeibah, interimistisk premiärminister i landet.

I november samma år meddelade Libyens presidentråd att de har stängt av henne i 14 dagar och förbjudit henne att resa i väntan på en utredning. Orsaken uppgavs vara att hon inte samordnade utrikespolitiken. Avstängningen avvisades av övergångsregeringen. En analytiker vid Genève-baserade Global Initiative kommenterade avstängningen:

"Bakom kulisserna finns det allt mer uppenbara spänningar mellan politiska aktörer... som katalyseras av en deadline för valet den 24 december"
Under hennes ledning välkomnades Libyen tillbaka till Afrikanska unionen (AU) under början av 2023.
Den 27 augusti 2023, efter sändningen av mötet mellan Najla Mangoush och Israels minister Eli Cohen, stängdes hon av, och en utredning inleddes mot henne.